# 铁南街道 (建平县)
铁南街道，是中华人民共和国辽宁省朝阳市建平县下辖的一个乡镇级行政单位。

## 行政区划
铁南街道下辖以下地区：
铁东社区、铁北社区、国储社区、铁西社区、铁南社区、南山社区、南汤土沟村和顺治沟村。